# Palaluar
Palaluar is een bestuurslaag in het regentschap Sijunjung van de provincie West-Sumatra, Indonesië. Palaluar telt 3411 inwoners (volkstelling 2010).